# Cerébanes
Cerébanes es una aldea de la parroquia de Abándames, concejo de Peñamellera Baja, en la comarca de Oriente, Principado de Asturias, España.

## Patrimonio
- Capilla de Nuestra Señora de Guadalupe
- Palacio de Don Francisco Sánchez de Caso